# Урмана, Виолета
Виолета Урманавичюте-Урмана (лит. Violeta Urmanavičiūtė-Urmana, 19 августа 1961, Капсукас, Литовская ССР, СССР) — литовская оперная певица (сопрано, меццо-сопрано).

## Биография
Родилась 19 августа 1961 года в Капсукасе на юго-западе Литвы.
Окончила фортепианный, затем вокальный факультет Вильнюсской консерватории.
С 1991 года продолжила обучение у Астрид Варнай в Высшей школе музыки в Мюнхене. Вскоре была принята в студию при Баварской государственной опере.
Дебютировала на сцене в 1993 году в партии Лауры («Джоконда» А. Понкьелли) в опере Санкт-Галлена.
Певица приобрела мировую известность, исполняя партии меццо-сопрано. В 2002 году Виолета Урмана начала свою «вторую карьеру» в качестве сопрано и вновь покорила оперный мир.

## Награды и звания
- Победительница международных конкурсов «Belvedere» в Вене и имени Ф. Виньяса в Барселоне.
- Удостоена ордена Великого князя Литовского Гядиминаса III степени (2001) и Национальной премии Литвы по культуре и искусству (2001).
- В 2002 году певица получила премию Королевского филармонического общества в Лондоне и премию Франко Аббьяти в Бергамо.
- В 2009 году была удостоена в Вене почётного титула «Kammersängerin».
- Почётный доктор Литовской академии музыки и театра (2012)[4].